# Françoise Gaudet-Smet
Pour les articles homonymes, voir Gaudet et Smet.
Françoise Gaudet-Smet (née le 19 octobre 1902 à Sainte-Eulalie au Québec et morte le 4 septembre 1986) est une journaliste, animatrice et auteur canadienne ayant surtout œuvré au Québec. Elle a fondé la revue Paysana (1938) destinée aux femmes des régions rurales. Tout en glorifiant les activités traditionnellement féminines, comme l'enseignement et l'artisanat, elle réclame pour les femmes une reconnaissance de leurs contributions professionnelles de même que les conditions de travail qui vont avec cette reconnaissance.

## Enfance
Issue d'un milieu rural aisé, elle est la quatrième enfant (sur dix). Elle a deux frères aînés promis à de grandes études, et une sœur vouée à suivre l'exemple de sa mère.
Malgré la tradition qui voulait que des enfants de cultivateurs gardent la terre, le couple Alexandre Gaudet et Flore Bourgeois (les parents de Françoise), peu après leur mariage en 1894, décident d'ouvrir un commerce, et le mari devient commerçant général. Flore, elle, est institutrice. Les années 1890 sont pour beaucoup de Québécois marquées par l'exode vers les États-Unis (ainsi Joseph, le frère d'Alexandre, est parti s'y installer).
Françoise a fait son primaire à Sainte-Eulalie. Étant considérée comme une enfant surdouée, elle restait plus tard le soir à l'école, afin d'approfondir le programme scolaire avec son institutrice.
En 1906, ses grands-parents abandonnent la terre et viennent s'installer, comme le veut la coutume, au village. Sa grand-mère habite en face de l'école, et Françoise aime bien lui rendre visite. C'est là, selon elle, qu'elle découvre l'artisanat (par exemple des roses peintes sur le parquet, aux quatre coins de la pièce, pour donner l'impression d'un beau linoléum). Puis, sa grand-mère meurt subitement en décembre 1907.
À 12 ans, elle termine son primaire, et va entamer son secondaire au couvent des Sœurs de l'Assomption de Wotton. Mère Saint-Basile, religieuse de l'Assomption, et supérieure du couvent, n'est autre que la sœur de Flore Bourgeois. La scolarité coûte alors $100 par an. C'est l'expérience du détachement total du milieu familial et social. Elle apprend l'anglais et la musique. Elle conserve de son séjour au pensionnat un excellent souvenir. C'est là selon elle, qu'elle a reçu une solide formation religieuse et scolaire.
En 1916, on lui décerne son diplôme modèle qui lui permet de poursuivre ses études à l'école normale de Nicolet, afin d'obtenir son brevet avec lequel elle pourra enseigner. Cependant, elle n'a pas encore 17 ans, qui est l'âge minimum pour recevoir le brevet. En attendant, elle revient à Sainte-Eulalie.`

La famille Gaudet va jouer un rôle important au moment de la Première Guerre mondiale : en effet, les cultivateurs de la région de Sainte-Eulalie se sont ouverts au monde grâce à certaines initiatives d'Alexandre Gaudet, comme afficher des cartes géographiques avec les mouvements des troupes, dans le magasin, ou organiser des groupes de discussions de trente à quarante personnes pour essayer de comprendre les événements.
C'est aussi le temps du grand mouvement d'exode vers l'ouest, l'inflation sans cesse croissante des prix et le premier élan des femmes qui travaillent à l'extérieur.
Françoise obtient son diplôme supérieur en anglais et en français, en 1919. Elle pourrait enseigner, mais décide finalement de prendre en main tout le travail administratif au magasin de son père.

## Jeunesse et influences
La vie de famille est alors réglée sur le temps de l'Église.
La musique, la lecture et l'animation sociale sont ses trois grands centres d'intérêt. Elle est organiste dans l'église, et gère des soirées dramatiques et sociales, des danses folkloriques. En fait, elle suit l'exemple de sa mère, qui était écoutée et respectée dans la paroisse. Certains disent, en parlant de sa mère, qu'elle seule aurait pu affronter la reine Victoria.
À partir de 1922, elle envoie des articles signés Francesca (à l'époque, il est coutume pour une journaliste d'employer un pseudonyme) à la Tribune de Sherbrooke. Elle veut donc faire une carrière de journaliste.
Sa meilleure amie est Jeanne Grisé; née en 1902, son père est imprimeur et maroquinier à Saint-Césaire. Elle, signe ses articles "Gouttes d'eau".
Puis, le magasin de Sainte-Eulalie est vendu et l'entrepôt de grossiste déménage juste à côté, à Aston-Jonction.
À 22 ans, Françoise se plaint de sa vie humble, sans heurts, trop solitaire : "Qu'il serait doux, écrit-elle, de donner tout son cœur et se laisser conduire à travers la vie, passivement, aveuglement, par une main forte qui se ferait tendre."
À 23 ans, elle se considère comme fiancée à un professeur de dessin. Ils parlent d'habiter Outremont, juste à côté de Montréal. Mais, le mariage ne se fait pas et elle entre chez les sœurs de l'Assomption. Néanmoins, six mois suffisent à la « ramener dans le monde ». Quant au jeune homme, il est entré chez les bénédictins.
À partir de 1926-1927, elle devient pigiste, puis a un billet hebdomadaire à la page féminine de La Parole de Drummondville, où elle continuera d'écrire jusqu'en 1938. Au début, personne n'est au courant. Elle est payée $5 la page.
Elle se met également à fréquenter un certain milieu littéraire. Ainsi, avec Jeanne, elle fréquente les soirées littéraires organisées à Sherbrooke, par Alfred Desrochers et à Montréal, par Albert Pelletier et Albert Lévesque. Ses parents (chez qui elle vit toujours) ne sont pas tellement d'accord. « Ce n'est pas un milieu pour une jeune fille de bonne famille ». Et pourtant, elle veut s'en aller, pour preuve, une discussion entre elle et son père où elle veut aller vivre à Montréal : « pourquoi une jeune fille quitterait-elle ses parents sinon pour se marier ? ».
Les soirées d'Alfred Desrochers réunissent, entre autres, Claude-Henri Grignon, déjà connu comme pamphlétaire (Un homme et son péché); Robert Choquette : « prince des poètes », pionnier du roman-fleuve à la radio et à la télévision (Le curé de village, Métropole, La pension Velder) et plus tard, directeur de La Revue moderne; Jean Narrache (en fait, Émile Coderre), le porte-parole des chômeurs de la dépression; Jovette Bernier, poète également, et connue plus tard, pour ses sketches humoristiques à la radio et pour avoir fait un radio-roman - Je vous ai tant aimé - et un courrier du cœur pour Châtelaine. Il y avait aussi Eva Sénécal, Rina Lasnier, Alice Lemieux, Médjé Vézina, Simone Routier. Les femmes ont ici une place importante. Toutes ces personnes collaboreront à Paysana.

À Montréal, on trouve donc Albert Lévesque, l'éditeur des jeunes écrivains contestataires des années 1930; et Albert Pelletier. À Québec, c'est Alphonse Désilets, qui s'occupe d'un groupe littéraire; et à Trois-Rivières, Raymond Douville et Clément Marchand.
DesRochers correspondait aussi avec Louis Dantin, un poète exilé en Nouvelle-Angleterre, deux fois plus âgé qu'eux.
Dans ces soirées, Jeanne et Françoise se considèrent comme des débutantes. Chacun y a de grands talents d'orateur. Françoise n'est pas poète, mais on admire ses talents de conteuse. Grignon et DesRochers l'encouragent à écrire sur le monde rural qu'elle connaît si bien et à abandonner l'eau de rose des pages féminines.
Elle passe quelque temps à Montréal où, le jour, elle travaille dans un bureau, et le soir, elle donne aux enfants d'une famille amie, des cours de chant, de musique et d'élocution. Elle fait aussi de la broderie.
À partir de 1929, elle est attirée par Sherbrooke depuis que son frère Richard s'y est installé comme chirurgien, et Bruno comme pharmacien. À Aston, la famille est abonnée à la Tribune et Jacob Nicol est bien connu du père.
Elle va entamer une collaboration suivie à La Tribune de Sherbrooke sous le pseudonyme de Louise Richard, en hommage à sa grand-mère. Là, elle est payée 40 dollars canadiens.
Elle publie également son premier livre, Derrière la scène, qui est plutôt bien accueilli. Claude-Henri Grignon lui accorde beaucoup de talent et parle de son « âme de sous-bois ».
Elle vit une nouvelle déception amoureuse, pour avoir pris trop au sérieux une amitié avec Lucien Fitzpatrick (neveu d'un lieutenant gouverneur), mais à qui elle confie les dessins de son livre et qu'elle pousse comme illustrateur auprès de Jeanne et de A. Lévesque.
En 1932, elle passe au Journal d'agriculture. Elle va y rester jusqu'en 1936.

## Activités professionnelles
Le 2 janvier 1934, elle épouse Fernand-Paul Smet, un Français. Il est veuf, a 41 ans et père de deux enfants restés en Normandie, chez ses parents, afin de pouvoir émigrer. Il est ébéniste. Ils se rencontrent en 1933 mais, pour se marier, ils attendent que Françoise ait fini de rédiger le Discours du Trône pour son père, après sa nomination comme député. Ils vont habiter Montréal (4428, rue des Érables).
C'est aussi à la même époque que commence pour Françoise une nouvelle perception du milieu journalistique. Elle prend conscience d'une presse d'opinion. Elle lit des articles des journalistes suivants : Georges Pelletier (1884-1947), le successeur d'Henri Bourassa au Devoir, Louis Francoeur (1895-1948), fondateur du Journal et collaborateur à L'Illustration et à La Patrie, Jean-Charles Harvey (1891-1967), collaborateur à La Patrie et à La Presse, rédacteur en chef au Soleil de Québec, fondateur du Jour, grand polémiste et défenseur des droits de l'homme. Parallèlement, Armand Létourneau la présente à Olivar Asselin (1874-1937), qui venait de quitter la direction du journal Le Canada, pour fonder le sien, L'Ordre, le 10 mars 1934. C'était non seulement un organe de lutte et de pensée qui rejoignait les idées véhiculées par Le Nationaliste, mais aussi un périodique axé sur un certain nationalisme culturel. Il se portait à la défense de la culture et de la pensée française.
Françoise devient donc sa secrétaire; son travail consiste à ouvrir le courrier, lui en faire la lecture et prendre note des réponses à donner. En février 1935, elle le quitte, car elle est enceinte (elle accouchera d'un garçon nommé François). Le 11 mai 1935, L'Ordre disparaît. Ce séjour chez Asselin a été une très bonne expérience car, selon elle, il lui a ouvert des horizons nouveaux sur plusieurs questions nationales et paysannes. Il l'a obligée à faire du travail personnel toujours sous sa direction, lui a montré comment résumer des travaux, lui a donné une certaine confiance. Il l'encourageait à lire tous les livres qu'on lui envoyait. Il lui avait dit : « Spécialisez-vous dans les questions rurales: c'est le milieu que vous connaissez le mieux et votre région est inexplorée au point de vue littéraire ».
Dans le même temps, elle se voit confier la rédaction de quatre pages au Journal d'agriculture. Ce journal cesse en 1936, et, plus tard, Françoise créé sa propre revue, en mars 1938.
Ensuite, elle et son mari font l'acquisition d'un vaste domaine sur les bords de la rivière Bécancour, dans le village de Saint-Sylvère (à une cinquantaine de kilomètres de Nicolet). Ils le nomment Claire-Vallée et veulent en faire un centre social: ils souhaitent accueillir les jeunes désireux d'approfondir leurs talents en se spécialisant dans divers modes d'artisanat, et par la suite, transmettre leur savoir en milieu rural.
En 1946, l'Université d'Ottawa lui confie une série de dix cours académiques sur l'artisanat. Sa notoriété ne cesse de s'accroître. En 1948, dans le cadre d'un échange international entre journalistes, elle est invitée par la Suède, à titre d'experte en artisanat. En 1950, son mari meurt. Après une période de découragement, elle publie une série de billets dans Le Canada. De 1951 à 1955, elle collabore au Foyer rural, et entre 1956 et 1960, au Devoir.
Elle va également animer des émissions à la radio : sur Radio-Canada: Le réveil rural, entre 1939 et 1968, et V’là le bon vent, entre 1940 et 1942. Ces émissions traitent de l'artisanat et des tâches ménagères.
À la télévision, en 1966, elle anime Café express à Sherbrooke, et c'est à cet endroit que Serge Bélair lui propose de venir à Télé-métropole où elle animera de 1967 à 1970 Voie de femme et Bonheur du jour. Puis à nouveau à Sherbrooke avec Sans détour, à partir de 1972. 
À partir de 1961, elle publie L’Agenda d’aujourd’hui.
En janvier 1961, à 16 jours d'intervalle, elle perd son père et sa mère. En 1964, elle rencontre Samuel Brisson, le conservateur de l'herbier à l'université de Sherbrooke. Ils se marient le 30 octobre 1965 et, décident de travailler ensemble, en publiant des agendas, des cahiers et des livres. Elle dirige aussi les pages féminines des Actualités agricoles.
Vers la fin des années soixante, un incendie rase la maison et les dépendances de Claire-Vallée, emportant du même coup, notes, dates, souvenirs, collections, ne laissant qu’une grange dans laquelle elle s’est installée.  
En 1974, elle fait l'acquisition de la maison paternelle à Aston-Jonction, qu'elle renomme "Gaudetbourg", et y accueille environ 6 000 personnes par an, car elle en a fait un centre social d'accueil.
En 1982, elle fait encore 5 émissions à la télévision chaque semaine.
Elle a aussi indirectement participé à un disque : Les temps meilleurs, qui comprend dix de ses poèmes, mis en musique et chantés par Étienne Bouchard.
Au total, elle a donné plus de 1 000 conférences dans des centres français. Elle a fait des voyages d'études et de recherches dans plus de trente pays dans le monde. Elle a enseigné de 1972 à 1974, le soir, aux adultes de la CECM, et à l'éducation permanente de l'Université du Québec à Trois-Rivières, et a été présidente du cercle des femmes journalistes de 1969 à 1971.
Elle a aussi reçu différents prix : la médaille papale Bene Merenti, 1960, pour la qualité de son action éducative; le prix Paul Comtois(1895-1966). Agronome. Député conservateur à la Chambres des Communes dans la circonscription de Nicolet-Yamaska en 1957 et 1958. Membre du Conseil Privé en 1957. Ministre des mines et relevés techniques entre 1957 et 1961, dans le cabinet Diefenbaker. Lieutenant-gouverneur de la province de Québec en 1961, médaille d'or (1963), pour sa fidélité à l'action sociale rurale ; le trophée CHLT-TV, 1965, pour la meilleure chronique; le prix Méritas, 1969, pour Voie de Femme; le prix littéraire Juge-Lemay (1973) décerné par La Société Saint-Jean-Baptiste de Sherbrooke; et la médaille d’or de l’Académie internationale de Lutèce, le 11 janvier 1978. Elle est également membre de L’Ordre du Canada depuis le 18 décembre 1974; de L'Ordre de la Pléiade, depuis le 12 septembre 1980 ; et membre honoraire de la Société Saint-Jean-Baptiste[Laquelle ?] depuis juin 1982.
Elle meurt en 1986 à l'Hôpital de Trois-Rivières à l'âge de 83 ans, un mois avant son 84e anniversaire, ses funérailles ont lieu le 6 septembre 1986, à l'église de Saint-Sylvère.

## Publications
Françoise Gaudet-Smet a produit beaucoup d'ouvrages :
- Derrière la scène, 1930: recueil de ses meilleures chroniques publiées dans divers journaux. Édité par La Parole de Drummondville. Fut réédité une seconde fois en 1931. Les illustrations sont de Simone Routier.
- Discours d'enfants, 1932: rapporte des propos d'enfants.
- Heures d'amour, 1943, chez Fides: recueil de poésies dédiées aux mères de famille.
- Femme d'habitant, 1947: correspond au numéro 406 de la publication mensuelle de l'École sociale populaire[note 16]; décrit des scènes de la vie familiale à la campagne.
- Affaires de famille, 1950, Éditions Claire-Vallée : discussions qu'elle a eu aux Semaines sociales.
- Racines, 1950, Éditions Fides : recueil de ses meilleures nouvelles, qui traitent des cultivateurs, et de leurs travaux quotidiens. Les dessins sont de Rodolphe Dugay.
- M'en allant promener, 1953, Éditions Beauchemin : raconte son voyage en Suède, qu'elle a fait en 1948, avec son fils et le photographe Évariste Desparois (on retrouve .ses photographies dans l'ouvrage).
- Anne-Marie Vaillancourt, 1953, Éditions pour la Terre et le foyer : biographie de celle qui fut la présidente des Cercles de fermières.
- Tenir maison, 1968, Éditions de l'Homme : livre de "petits trucs". Les illustrations sont de Samuel Brisson.
- Célébration de l'érable, 1970, Édition Robert Morel : les photographies sont de Desparois et de Samuel Brisson.
- Bonheur du jour, 1980, Éditions Leméac : conseils sur les soins à apporter au corps. Dessins de Samuel Brisson.

Elle a réuni de nombreux albums (de 30 à 50 pages chacun) qui traitent de l'artisanat :
- Modèles de tapis à crocheter, 1937, édité par La Parole de Drummondville: préface de Georges Bouchard.
- Album de couvrepieds, 1940, édité par Paysana.
- Album de récupération, 1942, édité par Paysana.
- Album de modèles de points de croix, 1944, édité par Paysana.
- De fil en aiguille et Claire-fontaine, 1947, édités par Paysana.

Les livres qu'elle va ensuite publier sont tous issus des Éditions Saint-Sylvère de Claire-Vallée.
- Courte-pointes, 1966.
- Pointes-folles, 1967. Illustrations de Samuel Brisson.
- Ramasse-miettes, 1972. Illustrations de Samuel Brisson.
- Chauffe-cœur, 1975. Illustrations de Samuel Brisson.
- Clartés, 1978. Illustrations de Samuel Brisson.
- Jouets-maison, 1979.
- Pointes-courtes, 1982.

Elle a publié aussi une brochure de 24 pages pour la société de la farine Brodie & Harvie, Recettes du Vieux Québec (250 000 exemplaires).

## Journaliste
Line Gosselin a écrit un mémoire sur les journalistes québécoises. En utilisant la prosopographie, elle a essayé de dresser un portrait des femmes journalistes, l'originalité étant que pour une fois, l'objectif n'est pas braqué sur les pionnières, mais plutôt sur les travailleuses du quotidien.
Au début du XXe siècle, la presse écrite québécoise connaît une transition importante : le journal d'opinion se voit devancé par le journal d'information. Se met alors en place une presse destinée à un plus large public dans laquelle l'information occupe la première place. Les propriétaires des grands journaux veulent rejoindre un plus grand électorat. Les femmes font partie de la nouvelle clientèle ciblée par la presse. Des grands quotidiens inaugurent les premières pages féminines. Et les premières femmes journalistes semblent d'ailleurs avoir accédé au journalisme par le biais de ces pages ; comme c'est le cas pour F. Gaudet-Smet, avec La Parole de Drummondville.
D'après un recensement de De Bonville, on trouvait 10 femmes journalistes au Québec en 1891; 18 en 1911 (soit 5,2 % du total) et 10 % du total en 1921.
A priori, les femmes trouvaient ce métier attrayant au moment où les autres secteurs professionnels leur restaient interdits. 
À la fin du XIXe siècle, les journalistes semblent être les premières femmes à se faire entendre sur la scène publique - donc parmi les tout  premiers mouvements féministes. Pour Anne-Marie Käppeli, « le baromètre par excellence de l'essor du féminisme est la prolifération de la presse des femmes et la fondation d'innombrables associations ».
En 1931, sur 788 journalistes, 63 sont des femmes (soit 8 %). Mais les femmes journalistes ne se revendiquaient pas forcément comme telles. De plus, il est très fréquent pour une journaliste d'utiliser un pseudonyme, preuve que ce n'est pas encore un milieu très facile. Alors, les sources ne sont pas très fiables. Les femmes francophones entrent dans le journalisme à environ 30 ans. On a aussi remarqué que ces femmes sont rattachées à l'élite socio-économique québécoise, tant par la profession du père que celle du mari. On a en fait une élite à double titre : elles proviennent d'un milieu social favorisé et forment, à l'intérieur de ce milieu, un groupe de femmes favorisées.
Le journalisme féminin est fréquemment perçu, par les journalistes elles-mêmes, comme un moyen d'éduquer le lectorat féminin et il n'est pas rare de les voir poursuivre l'objectif d'élever le niveau intellectuel de la population en général, et en particulier celui des femmes. « Pour le moment, ici, au Canada, ce sont les journaux, c'est la page de la femme qui est notre université féminine ». Et c'est le cas pour Françoise Gaudet-Smet qui définit sa revue comme une revue de service social et rural.
Les femmes journalistes connaissent plein d'expériences auparavant; elles sont souvent pigistes. Elles ne sont pas restreintes aux seuls journaux féminins.
Françoise Gaudet-Smet fait partie des 25 journalistes qui sont retenues dans Vingt-cinq à la une: biographies et l'article est écrit par Jeanne Desrochers.
Françoise Gaudet-Smet peut correspondre au type même de la journaliste de la fin des années trente : elle multiplie les expériences avant de fonder sa propre revue, utilise des pseudonymes, et appartient à la classe aisée. Et, quand elle fonde Paysana, elle a 37 ans. F. Gaudet-Smet se sentait investie d'une mission, et se considérait, au fond d'elle-même, comme une pionnière sur son œuvre à venir en milieu rural.

## Critiques
Beaucoup de personnes connaissaient et respectaient Françoise Gaudet-Smet :
- " Une femme de la trempe des bâtisseurs, devenue, dans la communauté rurale surtout, une figure folklorique et légendaire" - Renée Rowan
- " Des dizaines de milliers de québécoises, de la campagne comme de la ville, lui vouent une véritable adoration" - Louise Delisle
- " C'est qu'elle a commencé jeune à être une femme de relations ! … Je la trouvais tellement savante. … Tout l'intéressait. Elle passait le dimanche après-midi à découper les journaux et les revues. Il y avait des coupures sur toutes les chaises. Elle réunissait les jeunes de la paroisse, distribuait des livres et demandait à chacun ce qu'il avait retenu de sa lecture. Elle avait tellement de choses à raconter." - Madeleine, sa sœur.
- " Françoise qui voulait tout apprendre lisait les journaux qu'on laissait sur le comptoir pour les clients, L'Action catholique, Le Devoir, et plus tard La Presse" - Hermine, sa sœur.
- " Quand Françoise était enfant, on la disait agitée. Aujourd'hui, on parlerait plutôt d'une enfant surdouée " - Marie-Marthe Labranche, une cousine.
- " Si Françoise a pu se plaindre d'être incomprise par sa famille, de son côté, la famille la trouvait parfois trop entreprenante et pas assez pratique. Elle avait un cœur d'or mais les finances n'étaient pas son fort. On s'est mieux compris en vieillissant. Je la voyais travailler, je sentais qu'elle était constante. Et quelle énergie ! Nous avons été bien reconnaissants qu'elle soigne nos parents à la fin de leur vie, et très heureux qu'elle achète plus tard la maison paternelle et choisisse le nom de Gaudetbourg pour perpétuer le nom des deux familles " -  Monique, sa sœur.

Jeanne Desrochers a écrit sur la demande de François Smet une biographie de Françoise. Rita Lafond a été la secrétaire personnelle de Françoise pendant des années, et Jeannine Smet n'est autre que la belle-fille de Françoise, la veuve de François donc. Ce qu'elles pensent est :
Françoise avait un tempérament fort, c'était une femme de dernière minute. Elle était inflexible, et détestait les adieux. Elle disait toujours qu'il fallait qu'elle se fasse pardonner sa force. C'était une femme spirituelle et respectueuse; elle était populaire dans le sens où elle plaçait tout le monde au même niveau. Elle fut la première conférencière au conseil des Évêques. Elle voulait faire œuvre d'œcuménisme. Elle pensait qu'elle habitait dans une "maison de verre" et avait besoin du public. Très cultivée, elle possédait une mémoire phénoménale, et connaissait des poèmes de chaque pays. C'était aussi une très grande amie de Jean Giono.
Du fait même de la personnalité de F. Gaudet-Smet et des conditions dans lesquelles la revue a été créée, on peut se demander si Paysana n'est pas une « revue-personne ».

## Portée dePaysana
Quand Paysana cesse de paraître à la fin de l'année 1949, il n'y a aucun article à ce propos. Aucun article qui prévient ces milliers de femmes qu'elles n'auront plus ce rendez-vous mensuel, qu'elles n'auront plus la réponse à leur question « Enfin, allez-vous continuer à vous occuper de nous autres ? ». Leur sœur, leur amie, qui veut les aider à devenir [enfin ?] heureuses se retire, sans donner la moindre explication.
On est maintenant en 1950, et non plus en 1938. 
À présent, il y a l'électricité à la campagne, le système de l'équipement (routes, voies de chemin de fer …) est en place (ou tout au moins, s'installe, et s'insinue progressivement dans le quotidien des gens). 
En 1938, la femme francophone vivait isolée sur sa terre. En plus de ses tâches habituelles, elle devait « faire son nombre », soutenir son mari, supporter beaucoup, accepter qu'il « rentre gris », tout en étant soulagée que ce ne soit pas une « ivresse violente », comprendre - car c'est « ce que veut la Nature et la Providence » - que certains de ses enfants meurent avant même d'avoir atteint l'âge de un an, parce que les diarrhées et les maladies contagieuses sont encore choses courantes. Le contexte est différent en 1950. Une nouvelle génération de femmes se met en place. Cette nouvelle génération n'accroche plus à l'appel de l'éveil rural.	
Malgré la conception traditionnelle, figée de la femme qui se dégage de Paysana, la revue a été bénéfique pour les femmes rurales. Ces dernières, après 1931, n'ont pas de revue qui leur soit destinée personnellement.
C'est une revue-personne dans le sens où elle est le projet, l'œuvre et l'accomplissement d'une même volonté.
C'est une revue-écho au monde rural. Non pas une revue-écho aux Cercles car l'organisation va très vite se doter de différents organes de communication (notamment La Terre et le foyer, 1945-1970). Revue-écho à l'artisanat québécois, aux artisans populaires. Revue qui a accueilli des écrivains français qui ont raconté et louangé la nature.
Paysana est une revue plus féminine que féministe. Féminine parce qu'adressée aux femmes, et faite en majorité par des femmes.
En 1938, on a une unanimité collective autour de la conception traditionnelle du féminin. La seule voix discordante étant celle de militantes suffragistes qui réclament le droit de vote pour les femmes mais uniquement pour mieux exercer leur rôle familial. 
Parallèlement, les revues rurales entonnent la louange de la vie rurale à l'heure où se produit l'urbanisation définitive de la société québécoise, et pendant que les revues populaires, elles, entretiennent les femmes dans une douce euphorie qui les coupe du milieu social ambiant. 
La dissociation du discours d'avec la réalité vécue par la majorité des femmes est flagrante. Jusqu'en 1945, il n'y a pas de conscience collective féminine. La voix féministe circule en vase clos. Les revues féminines maintiennent leurs lectrices dans l'aimable vision d'héroïnes à la poursuite du bonheur.
En milieu rural, par contre, on assiste à un réveil significatif. Paysana et l'organisation structurée des Cercles de fermières invitent mensuellement les femmes à sortir de la maison, à échanger entre elles au sujet de leurs difficultés quotidiennes, et à apprendre les nouvelles techniques domestiques. Les Cercles, au départ, se sont d'ailleurs développés dans des régions isolées. Une solidarité féminine était créée par l'échange des expériences de chacune. Un objectif nouveau est proposé aux femmes : l'artisanat. À l'aube de la civilisation des loisirs, cet objectif nouveau avait son importance et sa signification.
Ce réveil rural évolue en parallèle avec les grands courants de la pensée québécoise de l'époque: corporatisme, coopératisme, agriculturisme et nationalisme.
Françoise Gaudet-Smet a voulu tout donner pour les femmes rurales. Elle a voulu devenir leur plus proche confidente, à chacune. Elle a redonné le goût de l'artisanat à des centaines de femmes. Et, grâce à sa revue, alors que les femmes sont particulièrement isolées, elle les a ouvert à tout un monde contemporain.